# Октябрьский район (Гомельская область)
Октя́брьский райо́н (бел. Акцябрскі раён) — административная единица на северо-западе Гомельской области Республики Беларусь. Административный центр — городской посёлок Октябрьский.
Численность населения — 12 666 человек (на 1 января 2025 года).

## Административное устройство
В районе 7 сельсоветов:
- Волосовичский
- Краснослободский
- Ломовичский
- Любанский
- Октябрьский
- Поречский
- Протасовский

Упразднённые сельсоветы:
- Лясковичский

11 января 2023 года Поречский и Лясковичский сельсоветы Октябрьского района Гомельской области объединены в одну административно-территориальную единицу — Поречский сельсовет, с включением в его состав земельных участков Лясковичского сельсовета.

## География
Площадь района составляет 1381,2 км² (16-е место), протяжённость с запада на восток — 65 км, с севера на юг — 43 км. Район расположен в северо-восточной части Припятского Полесья, граничит с Петриковским, Калинковичским и Светлогорскими районами Гомельской области, а также с Бобруйским и Глусским районами Могилёвской области и Любанским районом Минской области. Лесами занято 58 % территории, сельхозугодьями — 33 %.
По территории района протекает 10 рек, основные — Птичь (крупнейший левый приток Припяти) и её притоки Оресса (Ореса) и Нератовка (Неретовка), а также Тремля с притоком Ветка. Здесь же проходит Славковичско-Яминский осушительный канал (левый приток Орессы). Все они относятся к бассейну Днепра.
Территория района богата полезными ископаемыми, такими как нефть (7 месторождений), калийные и каменные соли (2 месторождения), промышленные воды и рассолы, торф (более 20 месторождений).
Средняя температура января −6,3 °C, июля 18,4 °C. Осадков — 627 мм за год. Вегетационный период — 195 дней.
Почвы в основном торфяно-болотные и дерново-подзолистые.

## Геральдика
Герб утверждён решением Октябрьского районного исполнительного комитета 16 декабря 1998 года № 32 и зарегистрирован в Гербовом матрикуле Республики Беларусь 24 декабря 1998 года № 32. 
Флаг учреждён Указом Президента Республики Беларусь от 20 октября 2005 года № 490 и зарегистрирован в Государственном геральдическом регистре Республики Беларусь 1 ноября 2005 года № Б-51.

## История
Октябрьский район с центром в деревне Карпиловка образован 28 июня 1939 года, поначалу входил в состав Полесской области. В состав района при его образовании было включено 6 сельсоветов Глусского района, 4 сельсовета Паричского района, по одному — Домановичского и Копаткевичского районов. 20 сентября 1944 года передан в состав Бобруйской области, а 8 января 1954 года стал частью Гомельской области. 
16 июля 1954 года произошло укрупнение сельсоветов путём упразднения пяти мелких сельсоветов. 31 августа 1954 года деревня Карпиловка преобразована в городской посёлок Октябрьский. 
20 января 1960 года в связи с упразднением Домановичского района в состав района передан Волосовичский сельсовет.
25 декабря 1962 года район был упразднён, его территория вошла в Светлогорский район. 30 июля 1966 года район восстановлен в качестве самостоятельной территориальной единицы под нынешним названием.
20 октября 1995 года административные единицы Октябрьский район и посёлок Октябрьский, имеющие общий административный центр, объединены в одну административную единицу — Октябрьский район.

## Демография
Численность населения — 12 666 человек (на 1 января 2025 года), в том числе городское — 7 167 человек (Октябрьский — 7 167 человек), сельское — 5 499 человек.
На 1 января 2023 года население района — 13 208 человек (16-е место), в том числе в городских условиях (Октябрьский) проживают 7 269 человек, в сельских — 5 939 человек. Всего насчитывается 75 населённых пунктов, самый крупный из которых — городской посёлок Октябрьский.
Последние 30 лет население района практически непрерывно сокращается.
На 1 января 2018 года 19,6% населения района были в возрасте моложе трудоспособного, 49,3% — в трудоспособном возрасте, 31,1% — в возрасте старше трудоспособного. Средние показатели по Гомельской области — 18,3%, 56,6% и 25,1% соответственно. По доле населения в трудоспособном возрасте район находится на одном из последних мест в области, а по доле населения в возрасте старше трудоспособного — на одном из первых.
Коэффициент рождаемости в районе в 2017 году составил 12,8 на 1000 человек, коэффициент смертности — 16,8. Всего в 2017 году в районе родилось 173 и умерло 227 человек. Средние показатели рождаемости и смертности по Гомельской области — 11,3 и 13 соответственно, по Республике Беларусь — 10,8 и 12,6 соответственно. Сальдо миграции отрицательное (в 2017 году из района уехало на 80 человек больше, чем приехало, в 2016 году — на 314 человек).
В 2017 году в районе было заключено 104 брака (7,7 на 1000 человек, один из самых высоких показателей в области) и 33 развода (2,4 на 1000 человек). Средние показатели по Гомельской области — 6,9 браков и 3,2 развода на 1000 человек, по Республике Беларусь — 7 и 3,4 соответственно.
| Численность населения | Численность населения | Численность населения | Численность населения | Численность населения | Численность населения | Численность населения | Численность населения |
| 1970                  | 1979                  | 1989                  | 1996                  | 2000                  | 2001                  | 2002                  | 2003                  |
| --------------------- | --------------------- | --------------------- | --------------------- | --------------------- | --------------------- | --------------------- | --------------------- |
| 24 545                | ▼21 953               | ▼20 612               | ▲21 000               | ▼19 861               | ▼19 534               | ▼19 054               | ▼18 625               |
| 2004                  | 2005                  | 2006                  | 2007                  | 2008                  | 2009                  | 2010                  | 2011                  |
| ▼18 125               | ▼17 609               | ▼17 175               | ▼16 806               | ▼16 512               | ▼16 184               | ▼15 866               | ▼15 551               |
| 2012                  | 2013                  | 2014                  | 2015                  | 2016                  | 2017                  | 2018                  | 2019                  |
| ▼15 178               | ▼14 907               | ▼14 640               | ▼14 347               | ▼13 927               | ▼13 548               | ▼13 414               | ▼13 197               |
| 2020                  | 2021                  | 2022                  | 2023                  | 2024                  | 2025                  |                       |                       |
|                       |                       |                       | ▼13 208               |                       | ▼12 666               |                       |                       |

### Национальный состав
По национальному составу (перепись 1999 г.) население делится на белорусов — 93,8 %, русских — 3,8 %, украинцев — 1,3 %, поляков — 0,2 %, цыган — 0,2 %, латышей — 0,1 %, молдаван — 0,1 %, немцев — 0,06 %, армян — 0,05 %, башкир — 0,04 %, азербайджанцев — 0,04 %. Ко времени проведения переписи 2009 года национальная структура незначительно изменилась:
| Национальный состав по переписи населения 2009 года | Национальный состав по переписи населения 2009 года | Национальный состав по переписи населения 2009 года |
| Народ                                               | Численность                                         | %                                                   |
| --------------------------------------------------- | --------------------------------------------------- | --------------------------------------------------- |
| Белорусы                                            | 15 207                                              | 95,11%                                              |
| Русские                                             | 440                                                 | 2,75%                                               |
| Украинцы                                            | 166                                                 | 1,04%                                               |
| Цыгане                                              | 49                                                  | 0,31%                                               |
| Молдаване                                           | 15                                                  | 0,09%                                               |
| Поляки                                              | 13                                                  | 0,08%                                               |
| Армяне                                              | 12                                                  | 0,08%                                               |

По переписи 1959 года, в районе проживало 22 752 белоруса  (94,95%), 765 русских, 195 украинцев, 67 поляков, 59 евреев, 124 представителя других национальностей.

## Экономика
Промышленность в районе развита слабо и представлена несколькими небольшими предприятиями: завод СОМ (сухого обезжиренного молока), хлебозавод, деревообрабатывающие подразделения лесхоза, строительные организации. В поселке Рабкор расположены асфальтовый завод и нефтебаза, возле деревни Любань ведётся нефтедобыча.

### Сельское хозяйство
Сельскохозяйственные угодья занимают около 45 тыс. га. Основные землепользователи — 6 сельскохозяйственных производственных кооперативов (СПК) и 3 коммунальных сельскохозяйственных унитарных предприятия (КСУП). Также на территории района осуществляют деятельность 14 фермерских хозяйств.
Земли района не отличаются высоким плодородием. Общий балл кадастровой оценки сельхозугодий составляет 28,0, пашни — 30,7.
В 2017 году в сельскохозяйственных организациях под зерновые и зернобобовые культуры было засеяно 11 189 га пахотных земель, под кормовые культуры — 16 961 га. В 2016 году было собрано 27,4 тыс. т зерновых и зернобобовых, в 2017 году — 20,6 тыс. т (урожайность — 24,6 ц/га в 2016 году и 18,5 ц/га в 2017 году). Средняя урожайность зерновых в Гомельской области в 2016—2017 годах — 30,1 и 28 ц/га, в Республике Беларусь — 31,6 и 33,3 ц/га. По урожайности зерновых в 2017 году район занял последнее место в области.
На 1 января 2018 года в сельскохозяйственных организациях района (без учёта личных хозяйств населения и фермеров) содержалось 26,3 тыс. голов крупного рогатого скота, в том числе 8,4 тыс. коров. В 2017 году было произведено 1,9 тыс. т мяса в живом весе и 32,5 тыс. т молока при среднем удое 3935 кг (средний удой с коровы по сельскохозяйственным организациям Гомельской области — 4947 кг в 2017 году).

## Транспорт
Через район проходят железнодорожная ветка Рабкор — Бобруйск, которая ранее была соединена с линией Брест — Гомель. Но во время рельсовой войны линия была разрушена и по окончании Великой Отечественной войны так и не была восстановлена.
Автомобильные дороги Глуск — Озаричи, Паричи — Копаткевичи.

## Образование
В 2017 году в районе действовало 14 учреждений дошкольного образования (включая комплексы «детский сад — школа») с 0,5 тыс. детей. В 2017/2018 учебном году действовало 15 учреждений общего среднего образования, в которых обучалось 1,6 тыс. учеников. Учебный процесс в школах обеспечивал 271 учитель, на одного учителя в среднем приходилось 5,8 учеников (среднее значение по Гомельской области — 8,6, по Республике Беларусь — 8,7).

## Здравоохранение
В 2017 году в районных учреждениях Министерства здравоохранения Республики Беларусь насчитывалось 23 практикующих врача (17,1 в пересчёте на 10 тысяч человек, самый низкий показатель в области; средний показатель по Гомельской области — 39,3, по Республике Беларусь — 40,5) и 124 средних медицинских работника. Число больничных коек в лечебных учреждениях района — 98 (в пересчёте на 10 тысяч человек — 73,1; средний показатель по Гомельской области — 86,4, по Республике Беларусь — 80,2).

## Культура и досуг
- Центр истории и культуры Октябрьского района[32] в г. п. Октябрьский. Собрано 2,4 тыс. музейных предметов основного фонда. В 2016 году его посетили 5,3 тыс. человек[33].
  - «Остров «Добрый» — мемориальный комплекс «Партизанские землянки» в урочище Двесница (музей под открытым небом)
  - Филиал «Картинная галерея имени Леонида Никаноровича Дробова»
- Октябрьский районный Дом ремёсел
- Культурно-развлекательный комплекс «Бубновка» в д. Бубновка[34]
- Музей «Чароўны скарб» в д. Ковали
- Культурно-этнографический центр «Яўхiмаў Рог» в п. Ратмиров

- Комплексный Музей истории гимназии ГУО «Октябрьская районная гимназия" (1995)

- Комплексный Историко-краеведческий музей ГУО «СШ № 2 г. п. Октябрьский» (1981)

- Музей ГУО "Средняя школа № 1 г. п. Октябрьский имени А. Р. Соловья»

- Комплексный музей «Спадчына» ГУО «Рассветовская СШ» (1995) в аг. Рассвет
- Военно-исторический музей боевой славы 55 гвардейской стрелковой дивизии 20 ск 28 армии ГУО «Любанская базовая школа имени С. Д. Романа» (1988) в аг. Любань

- Комплексный историко-краеведческий музей ГУО «Поречский детский сад-средняя школа» (1983) в аг. Поречье

- Краеведческий музей ГУО «Гатский детский сад - базовая школа» Октябрьского района (1998) в аг. Гать
- Зоопарк в г. п. Октябрьский[35]. 79 видов животных, в том числе девять занесено в Красную книгу. В 2016 году его посетили 10,3 тыс. человек[36].
- Охотничье-туристический комплекс «Дом охотника». Расположен в Поречском лесничестве в 1 км от д. Рожанов

## События и мероприятия
- Фестиваль фольклорного искусства "Берагiня"

## Достопримечательности
На территории Октябрьского района находится 113 памятников культурного наследия, из них 101 памятник истории и культуры, 12 — археологии. В Государственный список историко-культурных ценностей Республики Беларусь включены 7 памятников.
Расположены:
- Мемориал Братское кладбище в г. п. Октябрьский
- На станции Чёрные Броды в честь подвига танкистов установлен обелиск в виде танка Т-34
- Обелиск массового расстрела жителей д. Рудня

### Памятник природы, заказник
- «Отдельно стоящие деревья дуба» — ботанический памятник природы местного значения
- «Сосновая роща» — ботанический памятник природы местного значения